# Теорія Бутлерова
Теорія Бутлерова — теорія хімічної будови органічних сполук, запропонована російським вченим Олександром Бутлеровим.
Донині вважається науковою основою органічної хімії. Олександр Бутлеров виходив з того, що в результаті дослідження ряду хімічних перетворень, характерних для тієї чи іншої сполуки, можна встановити її будову.
Основні положення теорії хімічної будови органічних сполук
• у хімічних сполуках атоми з'єднуються між собою у певному порядку відповідно до їх валентності, що визначає хімічну будову молекул;
• хімічні і фізичні властивості органічних сполук залежать як від природи і кількості атомів, що входять до їх складу, так і від хімічної будови молекул;
• для кожної емпіричної формули можна вивести певну кількість теоретично можливих структур (ізомерів);
• кожна органічна речовина має лише одну формулу хімічної будови, яка дає уявлення про властивості даної сполуки;
• у молекулах існує взаємний вплив атомів як безпосередньо зв'язаних, так і безпосередньо не зв'язаних один з одним.

## Основні положення теорії Бутлерова
- У молекулах атоми з'єднуються не безладно, а в певній послідовності і відповідно до їх валентності. Така послідовність з'єднаних у молекулу атомів визначає хімічну будову.

Наприклад, у молекулах гексану, гексену-3, гексину-2, циклогексану і бензену, відповідно до валентності, є своя послідовність сполучення атомів Карбону в молекулі, а отже, і кожна молекула має свою, тільки їй властиву будову:
{\displaystyle ~\mathrm {CH_{3}-CH_{2}-CH_{2}-CH_{2}-CH_{2}-CH_{3}} }
Гексан
{\displaystyle ~\mathrm {CH_{3}-CH_{2}-CH=CH-CH_{2}-CH_{3}} }
Гексен-3
{\displaystyle ~\mathrm {CH_{3}-C\equiv C-CH_{2}-CH_{2}-CH_{3}} }
Гексин-2
- Атоми або групи атомів у молекулі взаємно впливають один на одного, від цього залежить реакційна здатність.

Наприклад, у молекулі етиленгліколю {\displaystyle ~\mathrm {C_{2}H_{4}(OH)_{2}} } і сульфатної кислоти {\displaystyle ~\mathrm {SO_{2}(OH)_{2}} } міститься по дві гідроксогрупи, однак вони мають різні (наприклад, за силою) кислотні властивості. Так, із розведеної сульфатної кислоти дигідроген (водень) можуть витискувати практично всі метали, що стоять в електрохімічному ряді напруг металів до водню, а з етиленгліколю тільки найактивніші з них — лужні.
Це вказує на те, що різні за складом радикали справляють різний вплив на однакові групи атомів {\displaystyle ~\mathrm {-OH} }.
Атоми в молекулах можуть зазнавати взаємного впливу, навіть коли вони не перебувають у безпосередньому зв'язку один з одним. Так, у молекулі хлорметану атом Хлору впливає на атоми Гідрогену, які безпосередньо не зв'язані з ним:
{\displaystyle \mathrm {CH_{4}+Cl_{2}\longrightarrow CH_{3}Cl+HCl} }
{\displaystyle \mathrm {CH_{3}Cl+Cl_{2}\longrightarrow CH_{2}Cl_{2}+HCl} }
{\displaystyle \mathrm {CH_{2}Cl_{2}+Cl_{2}\longrightarrow CHCl_{3}+HCl} }
{\displaystyle \mathrm {CHCl_{3}+Cl_{2}\longrightarrow CCl_{4}+HCl} }
- Властивості органічних сполук залежать не тільки від того, які атоми і в якій кількості входять до складу молекули, але й від їх хімічної будови, тобто порядку з'єднання між собою.

Якщо дві органічні сполуки мають однаковий склад, але різну будову, то різними будуть їхні властивості:
{\displaystyle \mathrm {CH_{3}-CH_{2}-CH_{2}-CH_{3}} }
н-бутан
{\displaystyle \mathrm {CH(CH_{3})} _{3}}
ізо-бутан